# میگل گارسیا (بازیکن فوتبال اسپانیایی)
میگل گارسیا (انگلیسی: Miguel García؛ زادهٔ ۲۶ سپتامبر ۱۹۷۹) بازیکن فوتبال اهل اسپانیا است.
از باشگاه‌هایی که در آن بازی کرده‌است می‌توان به باشگاه فوتبال آلباسته بالومپیه، باشگاه فوتبال لاس پالماس، باشگاه فوتبال پومفرادینا، باشگاه فوتبال دپورتیوو لاکرونیا، و باشگاه فوتبال کادیس اشاره کرد.
وی همچنین در تیم‌های ملی فوتبال زیر ۱۶ سال اسپانیا، زیر ۱۸ سال اسپانیا، و زیر ۲۰ سال اسپانیا بازی کرده‌است.